# Fruiz
Fruiz – gmina w Hiszpanii, w prowincji Biskaja, w Kraju Basków, o powierzchni 5,73 km². W 2011 roku gmina liczyła 537 mieszkańców.